# Kasteel van Potegem

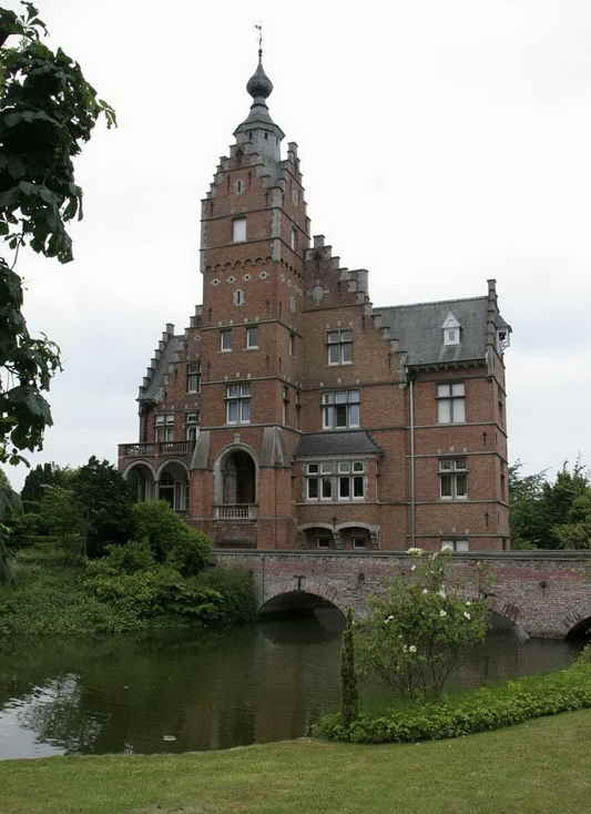
Het kasteel van Potegem

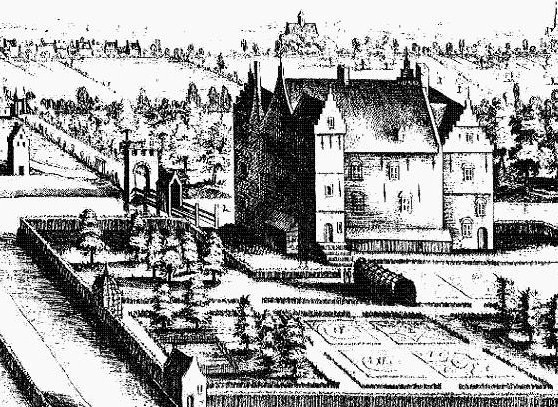
Prent uit Flandria illustrata

Het kasteel van Potegem is een kasteel in de Belgische stad Waregem. Het kasteel is gelegen in een park in het centrum van de stad, langs de R35, tegenover de Waregemse Hippodroom. Het wordt aan twee zijden door een stuk Gaverbeek begrensd.

## Geschiedenis
Een eerste vermelding van het kasteel gaat terug tot de tweede helft van de 10de eeuw. In een schenkingsakte van 964 schonk Arnulf I, de grote, de graaf van Vlaanderen, een deel van zijn gronden aan de Sint-Pietersabdij van Gent waaronder ook het Kasteel van "Potegem" naast Desselgem, Beveren-Leie en een stuk van Waregem. Ergens rond 1260-1270 werd het kasteel en uit de bezittingen van de abdij genomen en vormde een heerlijkheid.
Het huis behoorde toen aan de Heren van Potegem die over de heerlijkheid Potegem, een onderdeel van de kasselrij Kortrijk. Later, begin 14de eeuw, werd door het Verdrag van Athis-sur-Orge de Kasselrij Kortrijk opgesplitst in een kasselrij Kortrijk en een kasselrij Oudenaarde. Vanaf dan behoorde de heerlijkheid Potegem tot de kasselrij Oudenaarde. De Gaverbeek was de scheiding tussen beide en zo werd het oude Waregem doorheen zijn centrum opgesplitst. De baron van Ingelmunster was de Heer van Waregem, het centrum met kerk, de heer van Potegem van de andere zijde. De heer van Waregem had echter rechtsmacht in zowel lage, middelbare en hoge graad en had hierdoor meer invloed.
In de 16de eeuw was Walter van Potegem, derde graaf van de heerlijkheid Ingelmunster inwoner van het kasteel. Door zijn deelname in het verzet tegen de Spaanse Overheersing werd het kasteel gedeeltelijk door Fernando Álvarez de Toledo afgebrand als vergelding.
Ook in de Flandria Illustrata van Antonius Sanderus in 1641 wordt als een riante mooie herenhuis beschreven. Al in de tweede helft van de 10de eeuw werd het kasteel van Potegem vermeld. Met het opheffen van het ancien régime in 1795 ging de heerlijkheid Potegem op in de gemeente Waregem.
Het kasteel had hierdoor zijn functie verloren en werd in 1830 een jongenspensionaat, waar ook Felix de Ruyck opvoeding genoot. Dit werd opgericht door Ivo Van Robaeys en na hem werd het eigendom van het OCMW.
Weerom na enige jaren van verval veranderde het van eigenaar. De industrieel Robert Vindevogel kocht het in 1930 van het OCMW en liet het in naar huidig uitzicht restaureren. De architect Viérin gaf het een neobarokstijl.
Daarna kwam het kasteel in bezit van de familie Devos.